# Callidiellum przewalskyi
Callidiellum przewalskyi är en skalbaggsart som först beskrevs av Semenov och Plavilstshikov 1935.  Callidiellum przewalskyi ingår i släktet Callidiellum och familjen långhorningar. Inga underarter finns listade.